# فرودگاه اسکاتس‌دیل
فرودگاه اسکاتس‌دیل (به انگلیسی: Scottsdale Airport) یک فرودگاه همگانی بهره‌برداری هوایی با کد یاتا SCF است که یک باند فرود آسفالت دارد و طول باند آن ۲۵۱۴ متر است. این فرودگاه در شهر اسکاتس‌دیل، آریزونا کشور ایالات متحده آمریکا قرار دارد و در ارتفاع ۴۶۰ متری از سطح دریا واقع شده است.